# Amabilidad

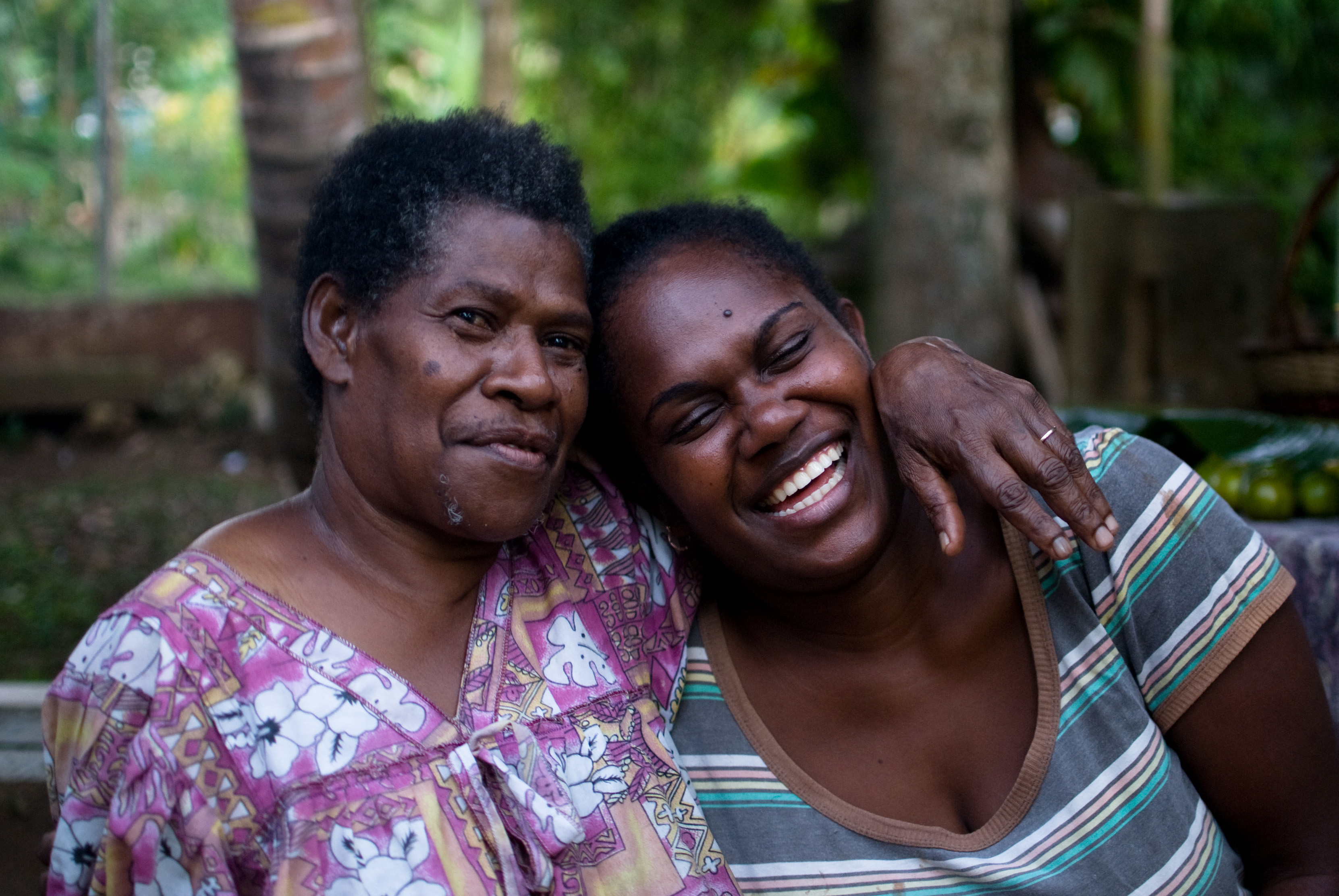
Sonrisas y abrazos son manifestaciones físicas de una personalidad amable en el lenguaje corporal y la comunicación no verbal, y son más difíciles de disimular en cuanto a su sinceridad (verdad, ingenuidad, ausencia de mentira, engaño, fingimiento o malicia) que el lenguaje hablado o escrito; a causa de las microexpresiones que se perciben de forma inconsciente al haber evolucionado como parte del complejo sistema de relaciones interpersonales de la sociabilidad humana, nos causan atracción o rechazo y también nos hacen susceptibles a distintas formas de manipulación.

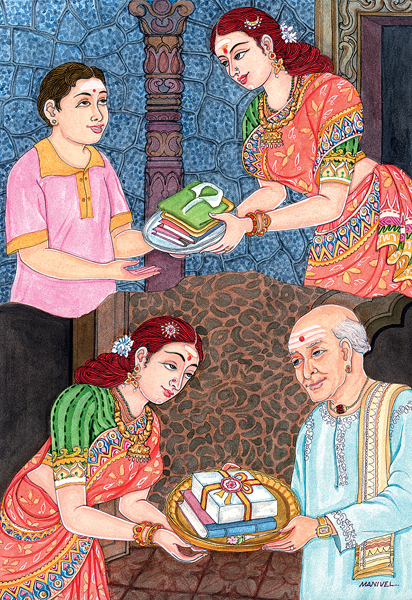
El principio de las filosofías y religiones de la India conocido como Karma plantea la existencia de una energía trascendente (invisible e inmensurable) que se deriva de los actos de las personas. De acuerdo con las leyes del karma, cada una de las sucesivas reencarnaciones quedaría condicionada por los actos realizados en vidas anteriores.

Amabilidad es la cualidad de amable. Se manifiesta en varios comportamientos humanos positivos, como ser afable (de trato agradable, dulce, suave), complaciente y afectuoso. Las personas amables son percibidas como generosas, solidarias, cooperativas, atentas y consideradas. Recibir o percibir esos efectos de la amabilidad suscita en los beneficiados la reciprocidad, el deseo de corresponder con comportamientos similares que redundan en beneficio de todos.
La reciprocidad de los comportamientos benevolente y malevolente se estudia en la teoría de juegos, con planteamientos como el dilema del prisionero y el equilibrio de Nash.
Amable selectivo es el tipo de persona que solo es amable con quien él quiere. Así pues, no se rige por el principio de "haz el bien y no mires a quién".
Lo opuesto de ser o hacerse amable es ser o hacerse odioso, manifestándose tal cosa en los comportamientos negativos opuestos (ser egoísta, irrespetuoso, descortés, grosero, ofensivo, huraño, asocial, misántropo, antipático).

## Teorías de la personalidad
La amabilidad aparece en varias teorías de la personalidad como un rasgo o factor esencial.

### La amabilidad en el modelo de los cinco grandes (Big Five)
La amabilidad es uno de los cinco grandes factores de la personalidad que desarrolla el modelo de los cinco grandes. Dentro de esta categoría se encuentran los rasgos de confianza, honradez, altruismo, modestia, sensibilidad y cumplimiento.
Las personas cuyo resultado es bajo en esta categoría son personas más desagradables y frías.

## Filosofía
La filosofía, particularmente la filosofía moral o ética, se ha ocupado del concepto de amabilidad.

## La amabilidad para Aristóteles
En La gran moral (libro primero, capítulo XXVIII) Aristóteles dedica un pasaje a la amabilidad, identificándola con el buen humor como equilibrio entre extremos:

La amabilidad es el medio entre la chocarrería y la rusticidad, y tiene relación con la burla y la gracia. El bufón o chocarrero es el que se imagina que puede mofarse de todo y de todas maneras. La rusticidad, por lo contrario, es el defecto del que cree que jamás debe burlarse de nadie, y que se incomoda si se burlan de él. La verdadera amabilidad está entre estos dos extremos; no se burla ni de todo ni siempre, al paso que se mantiene lejos de una grosería rústica. Por lo demás, la amabilidad puede presentarse bajo dos fases; sabe a la vez divertirse con mesura y soportar, caso necesario, las chanzonetas de los demás. Tal es el hombre verdaderamente amable, y tal la verdadera amabilidad que da lugar fácilmente al gracejo.

Existen algunas otras citas sobre la amabilidad atribuidas a este filósofo.

## Movimiento y día internacional de la amabilidad
El 13 de noviembre se eligió como día internacional de la amabilidad (World Kindness Day) por el World Kindness Movement, un grupo internacional de ONGs.